# Alejandro Sánchez Camacho
Alejandro Sánchez Camacho (Ciudad de México; 26 de agosto de 1960) es un político mexicano, exmiembro del Partido de la Revolución Democrática, ha sido diputado a la Asamblea Legislativa del D.F. y diputado federal y desde el 17 de agosto de 2012 es secretario general del PRD.
Es maestro normalista de nivel secundaria egresado de la Escuela Nacional de Maestros de Capacitación para el Trabajo Industrial y pasante de Etnología por la Escuela Nacional de Antropología e Historia, durante seis años ejerció su profesión de maestro. Fue Consejero estatal del PRD de 1996 a 1999, posteriormente fue director de Política Poblacional del gobierno de Distrito Federal y Coordinador de Comunicación Social de la Delegación Cuajimalpa de Morelos. En 2000 fue elegido diputado a la Asamblea Legislativa del Distrito Federal por el XXXVII Distrito Electoral Local del Distrito Federal, en la Asamblea Legislativa fue designado coordinador parlamentario de la bancada del PRD, vocero de la bancada y presidente de la Comisión de Educación de la Asamblea.
En 2006 fue elegido diputado federal por el XXI Distrito Electoral Federal del Distrito Federal a la LX Legislatura, cuyo periodo culminó en 2009 y en la que se desempeñó como miembro de las comisiones de Desarrollo Social y de Economía. El 6 de junio de 2008 junto a la diputado Aleida Alavez Ruiz presentó ante la Procuraduría General de la República una denuncia contra el Secretario de Gobernación, Juan Camilo Mouriño, por los delitos de tráfico de influencias y uso indebido de funciones.
El 28 de octubre de 2008 fue uno de los diputados que encabezó la toma de la tribuna de la Cámara de Diputados, junto a legisladores como Layda Sansores Sanromán, Valentina Batres Guadarrama, Aleida Alavez Ruiz, Gerardo Villanueva Albarrán, Víctor Varela López, entre otros miembros del Frente Amplio Progresista, con la intención de impedir la sesión en que se debería de aprobar la denominada reforma energética, que aún con la tribuna tomada, fue aprobada por la mayoría de los legisladores.
El 17 de agosto de 2012 fue designado como Secretario General del PRD en sustitución de Dolores Padierna Luna.